# Legge di Betz

Schema di un flusso di fluido attraverso un attuatore.

La legge di Betz mostra la massima energia possibile, conosciuta come limite di Betz, che si potrebbe ricavare tramite un rotore infinitamente sottile, attraversato da un fluido che scorre ad una certa velocità.
Al fine di calcolare l'efficienza massima di un rotore sottile, lo si immagini sostituito da un disco che spilli energia dal fluido che vi passa attraverso. Ad una certa distanza dietro questo disco, il fluido che vi è passato attraverso fluisce con una velocità ridotta.

## Ipotesi
1. Il rotore non possiede mozzo, ossia è un rotore ideale, con un infinito numero di pale e con attrito pari a 0. Ogni attrito risultante può essere solo superiore a questo valore ideale;
2. Il flusso all'entrata e all'uscita del rotore ha un moto assiale. Questo tipo di approccio è a volume di controllo, e per ricavare una soluzione il volume di controllo deve contenere tutto il fluido entrante e uscente, in considerazione delle equazioni di conservazione;
3. Il fluido è incomprimibile. La densità rimane costante, e non vi è trasferimento di calore dal rotore al fluido e viceversa;
4. Ad eccezione del rotore, non sono presenti altri ostacoli all'interno delle vene fluide che possano alterarne il moto;
5. La porzione di flusso che attraversa lo specchio dell'attuatore non ha alcuna interazione con la restante parte di fluido che lo circonda e che non interagisce con l'attuatore;
6. Nelle sezioni a valle e a monte del flusso complessivo vi è uno stato di assoluta calma aerodinamica;
7. La velocità del fluido è uniformemente distribuita ed il modulo unidirezionale in ogni parte del flusso.

## Applicazione della conservazione della massa (equazione di continuità)
Applicando l'equazione di continuità a questo volume di controllo, il tasso di massa fluida (ossia la massa fluente per unità di tempo) è data da:
{\displaystyle {\dot {m}}=\rho \cdot A_{1}\cdot v_{1}=\rho \cdot S\cdot v=\rho \cdot A_{2}\cdot v_{2}}
dove v1 è la velocità davanti al rotore, v2 è la velocità alle spalle del rotore, e v è la velocità all'altezza del dispositivo.  ρ è la densità del fluido, e l'area della turbina è data da S.  La forza esercitata dal vento sul rotore può essere scritta come
{\displaystyle F=m\cdot a=m\cdot {\begin{matrix}{\frac {dv}{dt}}\end{matrix}}={\dot {m}}\cdot \Delta V}
{\displaystyle =\rho \cdot S\cdot v\cdot (v_{1}-v_{2})}

## Potenza e lavoro
Il lavoro fatto dalla forza può essere scritto in forma differenziale come
{\displaystyle dE=F\cdot dx}
e la potenza contenuta nel fluido è
{\displaystyle P={\begin{matrix}{\frac {dE}{dt}}\end{matrix}}=F\cdot {\begin{matrix}{\frac {dx}{dt}}\end{matrix}}=F\cdot v}
Sostituendo la forza F calcolata in precedenza nell'equazione della potenza, sarà disponibile la potenza che può essere estratta dal fluido in movimento:
{\displaystyle P=\rho \cdot S\cdot v^{2}\cdot (v_{1}-v_{2})}
La potenza può essere calcolata anche in un altro modo usando l'energia cinetica. Applicando l'equazione di conservazione dell'energia al volume di controllo si ottiene:
{\displaystyle P={\frac {\Delta E}{\Delta t}}={\begin{matrix}{\frac {1}{2}}\end{matrix}}\cdot {\dot {m}}\cdot (v_{1}^{2}-v_{2}^{2})}
Tornando all'equazione di continuità, la sostituzione per il tasso di massa fluida dà il seguente:
{\displaystyle P={\begin{matrix}{\frac {1}{2}}\end{matrix}}\cdot \rho \cdot S\cdot v\cdot (v_{1}^{2}-v_{2}^{2})}
Entrambe queste espressioni per il calcolo della potenza sono valide: una di queste deriva dall'analisi del lavoro incrementale eseguito e l'altra dalla conservazione dell'energia.  Risolvendo queste due espressioni, si ottiene un risultato interessante:
{\displaystyle P={\frac {1}{2}}\cdot \rho \cdot S\cdot v\cdot (v_{1}^{2}-v_{2}^{2})=\rho \cdot S\cdot v^{2}\cdot (v_{1}-v_{2})}
Esaminando le due espressioni equivalenti, principalmente:
{\displaystyle {\begin{matrix}{\frac {1}{2}}\end{matrix}}\cdot (v_{1}^{2}-v_{2}^{2})={\begin{matrix}{\frac {1}{2}}\end{matrix}}\cdot (v_{1}-v_{2})\cdot (v_{1}+v_{2})=v\cdot (v_{1}-v_{2})}
e quindi
{\displaystyle v={\begin{matrix}{\frac {1}{2}}\end{matrix}}\cdot (v_{1}+v_{2})}
Pertanto la velocità del fluido al rotore può essere considerata come la media delle velocità del settore a monte e di quello a valle a condizione che essi non abbiano velocità uguali, nel qual caso non viene estratta potenza. Questo è spesso considerato il punto di più difficile accettazione della Legge di Betz, ma è in realtà corretto,  come si può vedere dalla dimostrazione precedente.

## Coefficiente di prestazione
Il coefficiente di prestazione CP è definito come il rapporto tra la potenza erogata e la potenza disponibile del vento, ovvero è un lavoro adimensionale:
{\displaystyle C_{P}={\frac {P}{P_{0}}}}
per ottenere questo valore si può partire dall'espressione precedente della potenza basata sull'energia cinetica:
{\displaystyle P={\begin{matrix}{\frac {1}{2}}\end{matrix}}\cdot {\dot {m}}\cdot (v_{1}^{2}-v_{2}^{2})}
{\displaystyle ={\begin{matrix}{\frac {1}{2}}\end{matrix}}\cdot \rho \cdot S\cdot v\cdot (v_{1}^{2}-v_{2}^{2})}
{\displaystyle ={\begin{matrix}{\frac {1}{4}}\end{matrix}}\cdot \rho \cdot S\cdot (v_{1}+v_{2})\cdot (v_{1}^{2}-v_{2}^{2})}
{\displaystyle ={\begin{matrix}{\frac {1}{4}}\end{matrix}}\cdot \rho \cdot S\cdot v_{1}^{3}\cdot \left(1+\left({\frac {v_{2}}{v_{1}}}\right)-\left({\frac {v_{2}}{v_{1}}}\right)^{2}-\left({\frac {v_{2}}{v_{1}}}\right)^{3}\right)}.

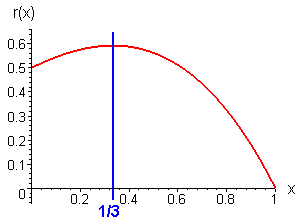
L'asse orizzontale "x" rappresenta il rapporto, l'asse verticale "r(x)" è il "coefficiente di prestazione" C_{P}.

La potenza resa disponibile da un cilindro di fluido con area S e velocità di ingresso v1 è:
{\displaystyle P_{0}={\begin{matrix}{\frac {1}{2}}\end{matrix}}\cdot \rho \cdot S\cdot v_{1}^{3}}.
Il coefficiente di prestazione quindi dipende solo dal rapporto {\displaystyle {\begin{matrix}{\frac {v_{2}}{v_{1}}}\end{matrix}}}:
{\displaystyle C_{P}={\begin{matrix}{\frac {1}{2}}\end{matrix}}\cdot \left(1+\left({\frac {v_{2}}{v_{1}}}\right)-\left({\frac {v_{2}}{v_{1}}}\right)^{2}-\left({\frac {v_{2}}{v_{1}}}\right)^{3}\right)}
Derivando, in base alla regola della catena Cp rispetto a {\displaystyle {\begin{matrix}{\frac {v_{2}}{v_{1}}}\end{matrix}}} e ponendo la derivata uguale a zero, e studiando il segno della derivata è possibile trovare il valore di {\displaystyle {\begin{matrix}{\frac {v_{2}}{v_{1}}}\end{matrix}}} che rende massimo il CP, e quindi il valore massimo di CP. In particolare si trova che il massimo di CP si ha con {\displaystyle {\frac {v_{2}}{v_{1}}}={\frac {1}{3}}}, che corrisponde al valore:
{\displaystyle C_{P\,{\rm {max}}}={\frac {16}{27}}\approx 0,593}
Il coefficiente di prestazione ha il massimo valore di 0,593. La potenza massima estraibile da una turbina a vento quindi è:
{\displaystyle P_{\rm {max}}={\begin{matrix}{\frac {8}{27}}\end{matrix}}\cdot \rho \cdot S\cdot v_{1}^{3}}.
Le perdite del rotore in un mulino a vento sono le più significative, pertanto è importante ridurle il più possibile. I rotori moderni ammettono valori del coefficiente di prestazione nell'intervallo da 0,4 a 0,5, che è il 70-80% di quello teoricamente possibile.

## Punti di interesse
Si noti che la precedente analisi non è dipendente dalla geometria, pertanto S potrebbe assumere qualsiasi forma, a condizione che il flusso l'attraversi assialmente dall'ingresso al volume di controllo di uscita e che il controllo del volume sia uniforme per le velocità di ingresso e di uscita. Si noti altresì che ogni effetto estraneo può solo peggiorare le prestazioni della turbina, poiché l'analisi è stata effettuata ignorando l'attrito. Ogni effetto non ideale diminuisce, infatti, l'energia disponibile dal fluido in ingresso, diminuendo l'efficienza.
Ci sono state diverse argomentazioni su questo limite e gli effetti degli ugelli e c'è una netta difficoltà quando si considerano i dispositivi di potenza che utilizzano più area di cattura dell'area del rotore.  Alcuni produttori e inventori hanno creduto di superare il limite di Betz facendo questo, ma in realtà le loro ipotesi iniziali erano sbagliate, dato che si sta utilizzando una {\displaystyle A_{1}} sostanzialmente maggiore dell'area del rotore e questo apporta squilibrio al numero di efficienza. In realtà il rotore è efficiente come potrebbe esserlo senza ugelli o dispositivi di cattura, ma è aggiungendo questi dispositivi che si aumenta la potenza estraibile dal vento a monte del rotore.
Osservazione - Se usiamo la seguente media delle velocità:
{\displaystyle v*_{\rm {avg}}={\begin{matrix}{\frac {2}{{\begin{matrix}{\frac {1}{v_{1}}}\end{matrix}}+{\begin{matrix}{\frac {1}{v_{2}}}\end{matrix}}}}\end{matrix}}={\begin{matrix}{\frac {2\cdot v_{1}\cdot v_{2}}{v_{1}+v_{2}}}\end{matrix}}}
Al posto di {\displaystyle v_{\rm {avg}}={\begin{matrix}{\frac {v_{1}+v_{2}}{2}}\end{matrix}}}
poiché {\displaystyle v_{2}=0} allora {\displaystyle v_{\rm {avg}}=0} per qualunque valore di {\displaystyle v_{1}} (impatto senza movimento). Il calcolo è molto semplice e dà una riduzione del 50% della produzione.